# Battaglia di Lepanto
La battaglia di Lepanto fu uno scontro navale avvenuto il 7 ottobre 1571 nel corso della guerra di Cipro tra le flotte musulmane dell'Impero ottomano e quelle cristiane (federate sotto le insegne pontificie) della Lega Santa che riuniva le forze navali, di cui metà era della Repubblica di Venezia da sola e l'altra metà composta congiuntamente dalle galee dell'Impero spagnolo (con i regni di Napoli, Sicilia e Sardegna), dello Stato Pontificio, della Repubblica di Genova, dei Cavalieri di Malta, del Ducato di Savoia, del Granducato di Toscana, del Ducato di Urbino, della Repubblica di Lucca (che parteciparono all'armamento delle galee genovesi), del Ducato di Ferrara, del Ducato di Parma e Piacenza e del Ducato di Mantova.
La battaglia, la quarta svoltasi in quelle acque in ordine di tempo e la maggiore, si concluse con una schiacciante vittoria delle forze alleate, guidate da Don Giovanni d'Austria, su quelle ottomane di Müezzinzade Alì Pascià, che morì nello scontro.

## Antefatto
La coalizione cristiana era stata promossa alacremente da Papa Pio V per soccorrere materialmente la veneziana città di Famagosta, sull'isola di Cipro, assediata dai turchi e strenuamente difesa dalla guarnigione locale comandata da Marcantonio Bragadin e Astorre II Baglioni. L'isola, già possedimento bizantino, faceva parte del dominio di Venezia dal 1480 e per essa veniva pagato ai turchi un tributo annuo di 8000 ducati. Il sultano si sentì dunque legittimato a rivendicare il controllo di Cipro, giovandosi, fra l'altro, del favore con cui auspicava sarebbe stata accolta la dominazione turca dalla popolazione locale, che rimproverava ai veneziani un'eccessiva ingerenza e un troppo duro sfruttamento.
Il contesto è quello di una lotta per il controllo del Mediterraneo. Benché tra Oriente e Occidente gli scambi di persone, merci, denaro e tecniche fossero sempre intensissimi, il crescente espansionismo ottomano in quegli anni preoccupava sempre più i governi dell'occidente mediterraneo. Esso minacciava non solo i possedimenti veneziani come Cipro, ma anche gli interessi spagnoli per via della pirateria che imperversava nelle coste del Mediterraneo occidentale e della penisola italiana. Consapevole di questa tensione crescente, Pio V ritenne allora che il momento fosse propizio per coalizzare in una Lega Santa le troppo divise forze della cristianità, alimentando lo spirito di Crociata per creare coesione intorno all'iniziativa.
Lo stendardo, un drappo di damasco rosso su cui era dipinto il Crocifisso tra gli apostoli Pietro e Paolo, benedetto dal Papa, era stato consegnato a Marcantonio Colonna in San Pietro l'11 giugno 1570. A seguito di lunghe trattative con Filippo II sulla composizione della Lega e sull'assegnazione del comando, però, fu deciso, per appianare i dissidi, di affidare il comando a Giovanni d'Austria, rimanendo il Colonna suo Luogotenente Generale anche per volontà dei Veneziani. Perciò un altro stendardo, un telo di seta cremisina con l'immagine del Crocifisso, fu consegnato solennemente dal Viceré di Napoli, cardinale di Granvelle, a Don Giovanni d'Austria, nella basilica di Santa Chiara a Napoli il 14 agosto 1571. Come base di ricongiungimento dell'armata cristiana era stata scelta Messina, situata in posizione strategica rispetto al teatro delle operazioni. Qui, a partire dal luglio 1571, dopo mesi di difficoltose trattative, si incontrarono le flotte alleate. Ai primi di settembre, la flotta della Lega era riunita nel porto siciliano: al comando di Don Giovanni erano 209 galere (di cui 203 o 204 avrebbero preso parte alla battaglia) e 6 galeazze veneziane, oltre ai trasporti e al naviglio minore.
Le forze risultavano così composte: 12 galere del papa armate dal granduca di Toscana di cui 5 equipaggiate dai Cavalieri di Santo Stefano, 10 galere di Sicilia di cui 3 proprio Messinesi, 30 galere di Napoli, 14 galere di Spagna, 3 galere di Savoia (affidata ad Andrea Provana di Leini con il duca di Urbino Francesco Maria II della Rovere), 4 galere di Malta, 27 galere di Genova (di cui 11 appartenenti a Gianandrea Doria le rimanenti affidate a Ettore Spinola e al principe di Parma Alessandro Farnese), 109 galere (di cui 60 giunte da Candia) e 6 galeazze di Venezia. La flotta della Lega, salpata da Messina il 16 settembre si mosse con velocità differenti e si trovò riunita solo il 4 ottobre successivo nel porto di Cefalonia. Qui la raggiunse la notizia della caduta di Famagosta e dell'orribile fine inflitta dai turchi a Marcantonio Bragadin, il senatore veneziano comandante la fortezza.
Il 1º agosto Famagosta si era arresa ed era stato raggiunto rapidamente un accordo con Lala Mustafà, il comandante della spedizione ottomana. I turchi avrebbero messo a disposizione delle imbarcazioni per evacuare i veneziani a Candia, mentre altra parte dell'accordo prevedeva che la popolazione civile non sarebbe stata molestata. Nel documento di capitolazione il comandante turco si era impegnato promettendo e giurando per Dio et sopra la testa del Gran Signore di mantenere quanto nei capitoli si conteneva. Qualche giorno dopo però, alla consegna delle chiavi della città ai nuovi possessori, nonostante il trattato di resa stabilisse che i militari superstiti potessero ritirarsi a Candia con i civili, il comandante turco Lala Kara Mustafa Pascià non osservò le condizioni pattuite. Bragadin venne imprigionato a tradimento e mutilato al viso (gli vennero mozzate ambedue le orecchie e il naso), quindi rinchiuso per dodici giorni in una minuscola gabbia lasciata al sole, con pochissima acqua e cibo. Al quarto giorno i turchi gli proposero la libertà se si fosse convertito all'Islam, ma Bragadin rifiutò.
Il 17 agosto del 1571, tratto già quasi esanime dalla prigionia e con gravi ustioni sul corpo, fu appeso all'albero della propria nave e massacrato con oltre cento frustate, quindi costretto a portare in spalla per le strade di Famagosta una grande cesta piena di pietre e sabbia, finché non ebbe un collasso. Fu quindi riportato sulla piazza principale della città incatenato a un'antica colonna e qui scuoiato vivo a partire dalla testa, anche se morì prima della fine della tortura. Le sue membra squartate vennero distribuite tra i vari reparti dell'esercito e la pelle, riempita di paglia e ricucita, venne rivestita delle insegne militari e portata a cavallo di un bue in corteo per Famagosta. Il macabro trofeo, insieme con le teste del generale Alvise Martinengo, del generale Astorre Baglioni, di Gianantonio Querini e del castellano Andrea Bragadin, venne issato sul pennone di una galea e portato a Costantinopoli.
Apprese dunque le notizie di Famagosta e nonostante il maltempo le navi della Lega presero il mare e giunsero, il 6 ottobre davanti al golfo di Patrasso, nella speranza di intercettare la potente flotta ottomana. Si noti che i principali Stati d'Italia e le più grandi potenze europee dell'epoca, come ad esempio la Spagna, avevano dovuto coalizzarsi per sperare di battere l'Impero ottomano, allora all'apice della sua potenza. Va notato che fino al XV secolo, i turchi non avevano vantato particolari attitudini alla vita marinara. La loro forza, più che per l'armamento o per la tecnica e strategia militari, in cui non superavano per qualità i contingenti occidentali, si era manifestata soprattutto per il tenace spirito di coesione e solidarietà, che tradizionalmente contraddistingueva i corpi armati ottomani. Il 7 ottobre 1571, domenica, Don Giovanni d'Austria fece schierare le proprie navi in formazione serrata, deciso a dar battaglia: le distanze erano così ridotte che non più di 150 metri separavano le galee.

## Descrizione della battaglia

### Schieramento
Il numero delle imbarcazioni impegnate nel combattimento su entrambi i fronti, come il numero degli uomini combattenti e al remo dall'una e dall'altra parte, varia, anche se non in maniera determinante, a seconda delle fonti. I numeri qui forniti devono intendersi approssimativi.

#### Flotta della Lega Santa
Secondo la descrizione data dal Summonte, l'armata della Lega Santa era divisa in 4 parti, Corno destro, Corno sinistro, la parte centrale o Battaglia e la riserva o Soccorso.

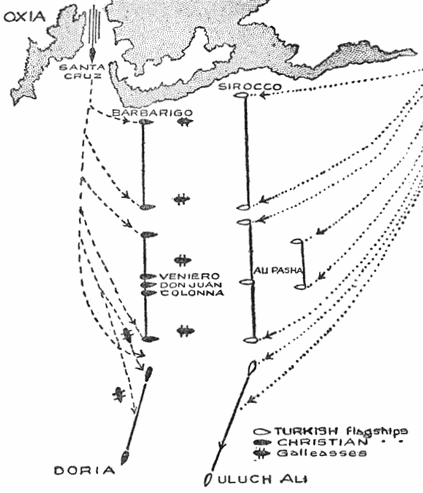
Disposizione delle flotte prima dello scontro

Il centro dello schieramento cristiano cattolico si componeva di 28 galee e 2 galeazze veneziane, 15 galee spagnole e napoletane, 8 galee genovesi, 7 galee toscane sotto le insegne pontificie, 3 maltesi e 1 sabauda, per un totale di 62 galee e 2 galeazze. Lo comandava Don Juan de Austria (Don Giovanni d'Austria), Comandante generale dell'imponente flotta cristiana: ventiquattrenne figlio illegittimo del defunto Carlos I de España (imperatore Carlo V) e fratellastro del regnante Felipe II de España (Filippo II), aveva già dato ottima prova di sé nel 1568 contro i corsari barbareschi. Con lui era a bordo Francesco Maria II della Rovere, figlio ed erede del duca Guidobaldo II della Rovere e Capitano generale degli oltre 2 000 soldati volontari provenienti dal Ducato d'Urbino. Per ragioni di prestigio affiancavano la Real spagnola: la Capitana di Sebastiano Venier, settantacinquenne Capitano generale veneziano, la Capitana di Sua Santità di Marcantonio Colonna, trentaseienne ammiraglio pontificio, la Capitana di Ettore Spinola, Capitano generale genovese, la Capitana di Andrea Provana di Leinì, Capitano generale piemontese, l'ammiraglia Santa Maria della Vittoria del priore di Messina Pietro Giustiniani, Capitano generale dei Cavalieri di Malta.
Il corno sinistro si componeva di 40 galee e 2 galeazze veneziane, 10 galee spagnole e napoletane, 2 galee toscane sotto le insegne pontificie e 1 genovese, per un totale di 53 galee e 2 galeazze al comando del provveditore generale Agostino Barbarigo, ammiraglio veneziano (da non confondere con l'omonimo doge veneziano).
Il corno destro era invece composto di 25 galee e 2 galeazze veneziane, 16 galee genovesi, 8 galee spagnole e siciliane, 2 sabaude e 2 toscane sotto le insegne pontificie, per un totale di 53 galee e 2 galeazze, tenute dal genovese Gianandrea Doria.
Le spalle dello schieramento erano coperte dalle 30 galee di Álvaro de Bazan di Santa Cruz: 13 spagnole e napoletane, 12 veneziane, 3 toscane sotto le insegne pontificie, 2 genovesi. L'avanguardia, guidata da Giovanni de Cardona, si componeva di 8 galee: 4 siciliane e 4 veneziane.
In totale, la Lega schierò in battaglia una flotta di 6 galeazze e circa 204 galere. A bordo erano imbarcati non meno di 36 000 combattenti, tra soldati (fanteria al soldo del re di Spagna, tra cui 400 archibugieri del Tercio de Cerdeña, pontificia e veneziana), venturieri diversi dei quali verosimilmente armati di archibugio e marinai. A questi si aggiungevano circa 30 000 galeotti sferrati, ovvero tutti i rematori, schiavi esclusi, cui venivano distribuite spade e corazze per prendere parte alla mischia sui ponti delle galere. Quanto all'artiglieria, la flotta cristiana schierava, approssimativamente, 350 pezzi di calibro medio-grande (da 14 a 120 libbre) e 1 500 di piccolo calibro (da 12 libbre in giù).

#### Flotta ottomana

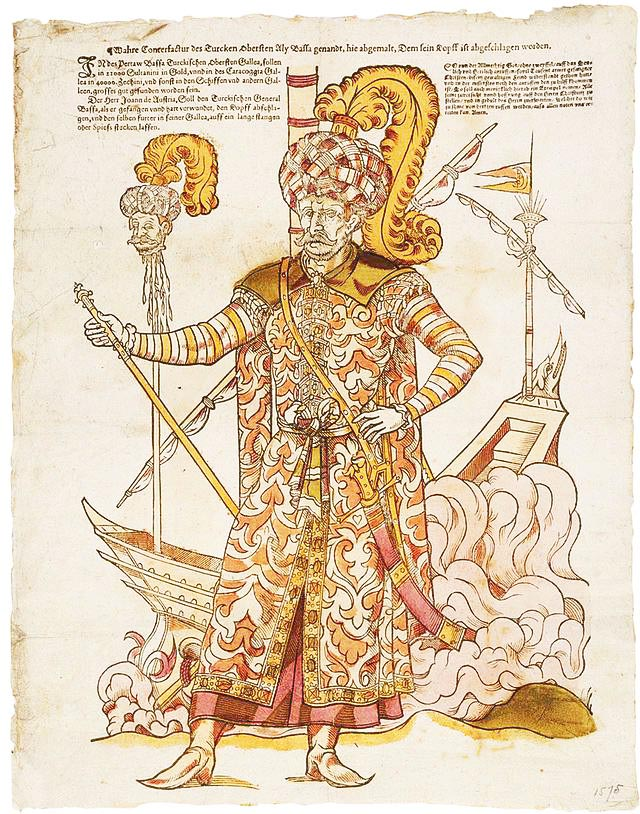
Alì Pascià, comandante in capo della flotta ottomana

La flotta turca schierata a Lepanto, reduce dalla campagna navale che l'aveva impegnata durante l'estate, era verosimilmente forte di 170-180 galee e 20 o 30 galeotte, cui si aggiungeva un imprecisato numero di fuste e brigantini corsari. La forza combattente, comprensiva di giannizzeri (in numero tra 2 500 e 4 500), spahi e marinai, ammontava a circa 20-25 000 uomini. Di questi, sicuramente armata d'archibugio era la fanteria scelta dei giannizzeri, mentre la gran parte degli altri combattenti era armata di arco e frecce. La flotta ottomana, inoltre, era munita di minore artiglieria rispetto a quella cristiana: circa 180 pezzi di grosso e medio calibro e meno della metà degli oltre 1 500 pezzi di piccolo calibro imbarcati dal nemico.
I turchi schieravano l'ammiraglio Mehmet Shoraq, detto Scirocco, all'ala destra, mentre il comandante supremo Müezzinzade Alì Pascià (detto il Sultano) al centro conduceva la flotta a bordo della sua ammiraglia Sultana, su cui sventolava il vessillo verde sul quale era stato scritto 28 900 volte a caratteri d'oro il nome di Allah. Infine l'ammiraglio, considerato il migliore comandante ottomano, Uccialì, un apostata di origini calabresi convertito all'Islam (detto anche Ucciallì e Occhialì), presiedeva all'ala sinistra; le navi schierate nelle retrovie erano comandate da Murad Dragut (figlio dell'omonimo Dragut Viceré di Algeri e Signore di Tripoli, che era stato uno dei più tristemente noti pirati barbareschi).

### Esca
Don Giovanni decise di lasciare isolate in avanti, come esca, le 6 galeazze veneziane, che per prime aprirono il fuoco. Le galeazze erano difficilmente abbordabili, sia per la loro notevole altezza e sia per i cannoni disposti a prua, lungo i fianchi e a poppa.
Il comandante aveva inoltre deciso di togliervi un gran numero di spadaccini e sostituirli con archibugieri, i quali crearono subito gravi danni alla flotta turca. La potenza di fuoco della flotta cristiana era infatti superiore a quella nemica, grazie agli armamenti veneziani che negli anni precedenti erano divenuti sempre più poderosi, mentre i turchi non erano riusciti a tenere il passo con le innovazioni, ritrovandosi quindi con un'artiglieria meno numerosa e potente. La potenza di fuoco delle galeazze si dimostrò devastante, con l'affondamento/danneggiamento di circa 50 navi e lo scompiglio dello schieramento iniziale della flotta ottomana.
Alì non tentò l'abbordaggio delle galeazze, definite dei veri e propri castelli in mare da non essere da umana forza vinti, ma decise infine di superarle e di scagliare tutta la sua flotta in uno scontro frontale, mirando all'abbordaggio della nave di Don Giovanni per provare a ucciderlo, demoralizzando così la flotta della Lega Cristiana. Essendo i cristiani in inferiorità numerica (167-235), tentò di circondarla, utilizzando una tattica navale classica.

### Scontro

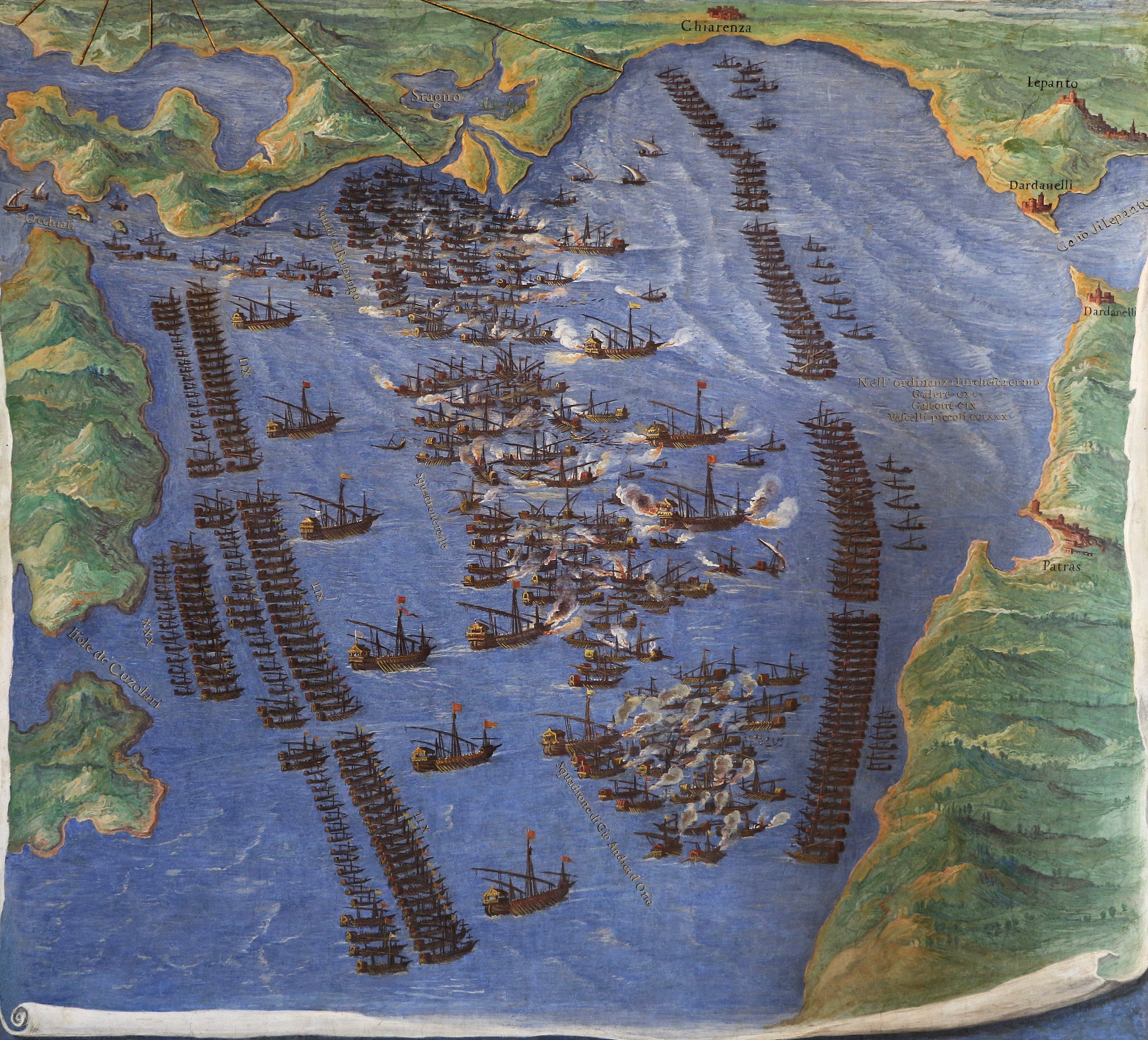
La battaglia di Lepanto, nella Galleria delle carte geografiche, Musei Vaticani

Con il vento a favore e producendo un rumore assordante di timpani, tamburi e flauti, i turchi cominciarono l'assalto alle navi della Lega cristiana che erano invece nel più assoluto silenzio. Improvvisamente, intorno alle ore 12, il vento cambiò direzione: le vele dei turchi si afflosciarono e quelle dei cristiani si gonfiarono.
Quando i legni giunsero a tiro di cannone delle galeazze i cristiani ammainarono tutte le loro bandiere e Don Giovanni innalzò lo stendardo di Lepanto con l'immagine del Redentore crocifisso. Una croce venne levata su ogni galea, i combattenti ricevettero l'assoluzione secondo l'indulgenza concessa da papa Pio V per la crociata e i forzati liberati dalle catene. Nell'animazione del momento, Giovanni d'Austria, ordinando di dare fiato alle trombe, sulla piazza d'armi della sua galera, con due cavalieri si mise a ballare a vista di tutta l'armata una concitata danza, chiamata dagli Spagnoli la gagliarda.
La prima azione della battaglia da parte della Lega fu l'ordine di Doria di prendere il largo allontanandosi dal resto della flotta; al vedere ciò Alì Pascià, ritenendo che fosse nell'intenzione del Doria abbandonare il campo di battaglia, gli fece mandare un tiro di cannone, cui però il Doria non rispose; Giovanni d'Austria, vedendo ciò, fece rispondere dalla sua galera con un tiro di cannone in segno di accettazione della sfida.
Don Giovanni d'Austria perciò puntò fulmineamente diritto contro la Sultana di Alì, che riuscì a evitare il fuoco di fila delle bordate delle galeazze, poste circa un miglio più avanti rispetto alla flotta della coalizione e i cui proiettili erano stati studiati in modo che, uscendo dai fusti dei cannoni, si aprissero in due semisfere unite da catene che andavano a spezzare le alberature delle galee ottomane, oltrepassandole per attaccare le galee nemiche. Il reggimento di Sardegna diede per primo l'arrembaggio alla nave turca, che divenne il campo di battaglia: i musulmani a poppa e i cristiani a prua.
Per i cristiani gli scontri coinvolsero all'inizio il veneziano Barbarigo, alla guida dell'ala sinistra e posizionato sotto costa. Egli dovette parare il colpo del comandante Scirocco ed impedire che il nemico potesse insinuarsi tra le sue navi e la spiaggia per accerchiare la flotta cristiana. La manovra ebbe solo un parziale successo e lo scontro si accese subito violento. La stessa galea di Barbarigo diventò teatro di un'epica battaglia nella battaglia, con almeno due capovolgimenti di fronte; all'infuriare dello scontro il Barbarigo si alzò la celata dell'elmo per poter impartire gli ordini con più libertà e fu colpito a un occhio da una freccia nemica. Le retrovie intervennero in soccorso dei veneziani per sventare la minaccia e grazie all'arrivo della riserva guidata dal Marchese di Santa Cruz, le sorti si riequilibrarono e così Scirocco venne catturato, ucciso e immediatamente decapitato.
Al centro degli schieramenti Alì Pascià cercò e trovò la galea di Don Giovanni d'Austria, la cui cattura avrebbe potuto far capovolgere le sorti dello scontro. Contemporaneamente altre galere impegnarono Venier e Marcantonio Colonna. Più volte le truppe cristiane dimostrarono gran coraggio: l'equipaggio della galera toscana Fiorenza dell'Ordine di Santo Stefano fu quasi interamente ucciso, eccetto il suo comandante Tommaso de' Medici con quindici uomini. Al terzo assalto i sardi arrivarono a poppa dell'ammiraglia. Don Giovanni fu ferito a una gamba. Più volte le navi avanzarono e si ritirarono e Venier e Colonna dovettero disimpegnarsi per accorrere in aiuto a Don Giovanni, che sembrava avere la peggio assieme all'onnipresente Marchese di Santa Cruz. Alla sinistra turca, al largo, la situazione era meno cruenta, ma un po' più complicata. Gianandrea Doria disponeva di poco più di 50 galee, quasi quante quelle del veneziano Barbarigo (circa 60) sul corno opposto, ma davanti a sé trovò circa 90 galere, cioè circa il doppio delle sue ed a differenza dei nemici fronteggiati dai veneziani oltretutto in un'area molto più ampia di mare aperto; per questo pensò a una soluzione diversa dallo scontro diretto. Gianandrea Doria, infatti, a un certo momento della battaglia cominciò una manovra di allargamento verso il mare aperto del corno al suo comando, in reazione a un'analoga manovra del corno sinistro della flotta ottomana, che minacciava di aggiramento il resto della flotta cristiana.

### Eventi delcornodestro

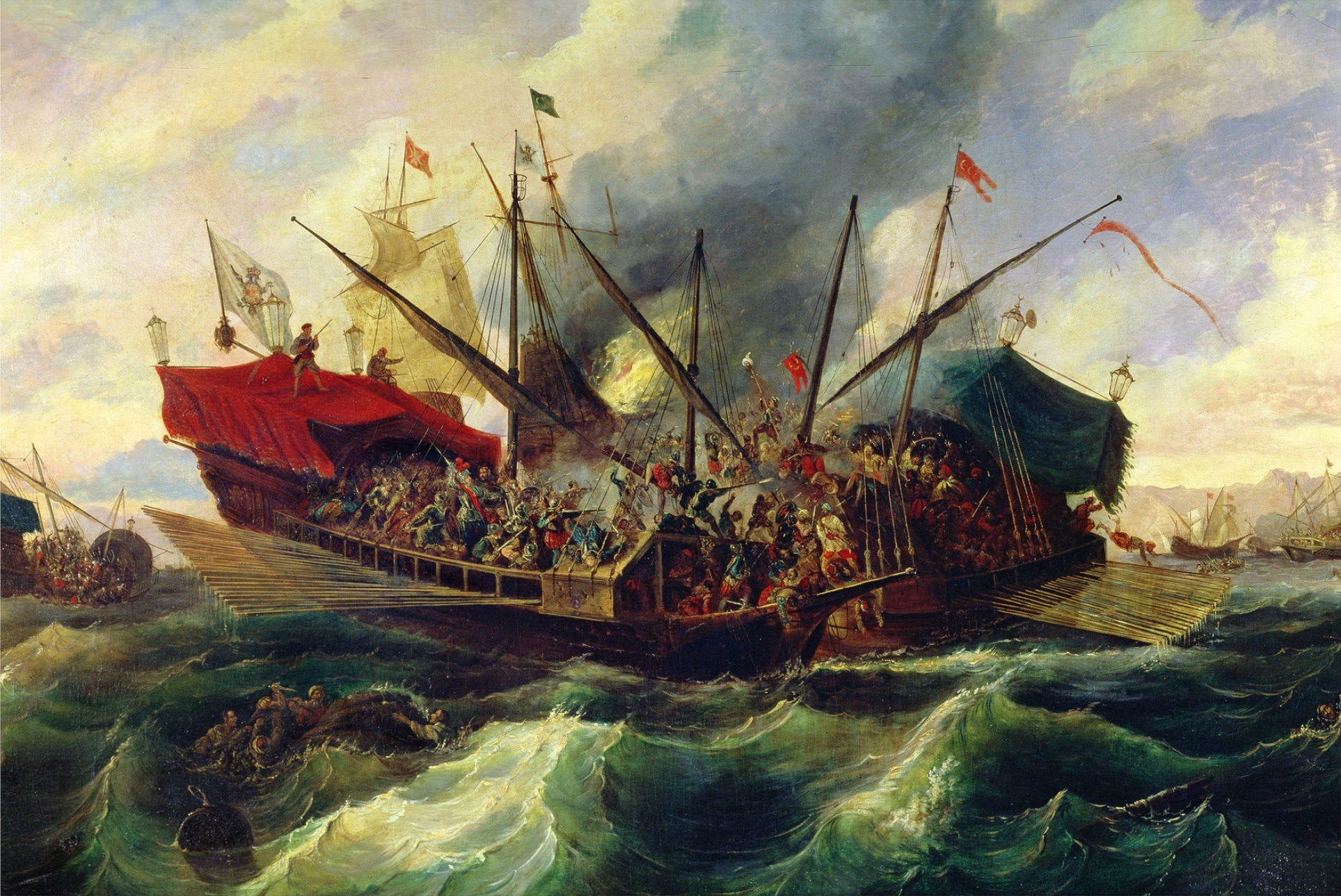
La battaglia di Lepanto di Antonio Brugada (XIX secolo).

Il ruolo cruciale di Gianandrea Doria è stato spesso oggetto di disputa: gli avversari dei genovesi insinuarono che egli si fosse defilato o per preservare il proprio naviglio o perché obbediva ancora agli ordini di Filippo II o, si disse, perché si era messo d'accordo con Uccialì per ridurre al minimo i danni alle loro imbarcazioni (anche il comandante barbaresco come il genovese affittava le galere al suo Signore). Altri lo difendono definendo la sua iniziativa improntata a una grande lucidità tattica; altri ancora non prendono posizione, descrivendo semplicemente gli eventi. La manovra del Doria aprì un varco fra il centro e il suo corno del quale approfittò rapidamente il suo diretto avversario. Uccialì si insinuò fra le due squadre cristiane, attaccò un gruppo di galee dalmate tra cui la "San Trifone" di Cattaro comandata dal sopracomito Girolamo Bisanti lì rimaste a sostenere l'impeto nemico in maniera da non consentirne l'aggiramento.
Con il vento in poppa, assalì da dietro la Capitana (ossia l'ammiraglia) dei Cavalieri di Malta, al cui comando era Pietro Giustiniani, priore dell'Ordine. La Capitana, circondata da sette galere nemiche fu catturata. Uccialì si impossessò del vessillo dei Cavalieri di Malta, fece prigioniero Giustiniani e prese a rimorchio la sua galea. Oltre la Capitana di Malta, anche la Fiorenza e la San Giovanni (galere toscane della flotta papale), e la Piemontesa (della squadra sabauda), circondate da un nugolo di galere turchesche, caddero nelle mani di Uccialì. L'analisi del comportamento del Doria è ancor oggi oggetto di disputa. Secondo Nicolò Capponi, l'accusa che Doria fosse riluttante a rischiare le sue galere è smentita dal fatto che più della metà erano impegnate nelle altre divisioni. Quanto alla tesi di un accordo clandestino tra il genovese e Uccialì essa non tiene conto del fatto che i due comandanti non potevano in alcun modo prevedere che si sarebbe trovati l'uno di fronte all'altro anzi, stando ai resoconti delle spie ottomane, la presenza di Doria non era nemmeno prevista.
Viste le circostanze, Doria non avrebbe potuto reagire diversamente di fronte al tentativo di accerchiamento di Uccialì. Vero è che la sua manovra aggravò lo svantaggio numerico del corno destro, dato che alcune galere, per lo più veneziane, si staccarono dal troncone principale, e che Uccialì, invertendo improvvisamente la rotta, puntò dritto verso le ritardatarie. Pare che Doria non abbia notato subito questa mossa, forse perché l'avversario si muoveva nascosto da una coltre di fumo, ma quando capì quanto stava per accadere reagì rapidamente: virò in direzione est e si diresse verso il nemico. Capponi prosegue descrivendo lo sviluppo dell'azione, e sottolineando come la contromanovra del Doria, unita all'intervento della riserva del centro cristiano, abbia provocato l'accerchiamento delle galee di Uccialì, il quale riuscì a fuggire abbandonando tutte le unità che aveva catturato, tranne una.

La battaglia di Lepanto (artista sconosciuto).

Alessandro Barbero, al contrario, sottolinea che “Uluč Alì dimostrò di saperla molto più lunga” del Doria e che la manovra di allargamento del corno destro già all'indomani della battaglia fece circolare all'interno della flotta il sospetto che l'ammiraglio genovese volesse sottrarsi al combattimento e che tale sospetto non si è più dissipato fino a oggi. Particolarmente duro fu il giudizio della Santa Sede: Pio V minacciò di morte Doria se si fosse presentato a Roma, dicendo che per il momento faceva meglio a starsene lontano. Secondo il Papa, Gianandrea era “corsaro et non soldato” e il re di Spagna avrebbe fatto meglio a sbarazzarsi di lui. Il pontefice espresse direttamente a Filippo II le sue riserve su Gianandrea suggerendogli di recedere dall'asiento (il contratto di locazione delle galee del Doria). La galera del Doria e le altre unità del suo corno avevano subìto meno perdite di tutto lo schieramento cristiano, cosa che colpì negativamente quasi tutti i comandanti nel raduno generale che seguì la battaglia, alimentando le voci e i sospetti.
Tuttavia, sempre secondo quanto scrive Barbero, “almeno qualche testimone attribuisce a Gianandrea motivazioni più nobili”. In una lettera scritta da Messina l'8 novembre 1571, don Luis Requesens informò Filippo II di aver parlato col Doria poco prima dell'inizio della battaglia. Questi gli anticipò di volersi allargare verso il mare aperto per lasciare più spazio di schieramento e di manovra al resto della flotta, e si lamentò del fatto che non tutte le galere del suo corno tenevano il passo. A chi faceva “maliziosamente notare che la galera del Doria non aveva subito troppi danni durante la battaglia” don Luis replicava “che non si può morire a dispetto di Dio”, ovvero che non si devono necessariamente sostenere perdite consistenti in una vittoria, anzi. Barbero cita anche il giudizio di Bartolomeo Sereno secondo il quale Doria aveva fatto bene ad allargarsi per evitare di essere aggirato dalla numericamente superiore squadra di Uluč Alì.
Quest'ultimo tuttavia aveva manovrato ottimamente, mettendo in difficoltà il genovese e inducendolo a portarsi troppo al largo, lasciando indietro diverse galere (alcune delle quali, secondo Sereno, rimasero indietro apposta disubbidendo agli ordini dell'ammiraglio e invertirono la rotta di propria iniziativa dirigendosi verso il centro) e sfilacciando il suo schieramento. Barbero sottolinea infine che quando Uluč Alì si insinuò nel varco aperto fra il corno destro e il centro, il Doria invertì la rotta “col proposito ormai superato dagli eventi di portarsi alle spalle del nemico” ma arrivò tardi per salvare le galere ritardatarie. Alcuni storici navalisti stranieri si limitano a descrivere la manovra di Doria come un movimento di allargamento effettuato in risposta al tentativo di accerchiamento di Uluč Alì, senza proporre tesi particolari sul suo comportamento. Jan Glete, ad esempio, riprendendo l'analisi di J.F. Guilmartin, sottolinea come Alì Pascià intendesse aggirare su entrambi i fianchi la flotta della Lega, e come i movimenti delle squadre del Doria e di Uluč Alì verso il mare aperto fossero la conseguenza di questo tentativo. I turchi di Uluč Alì alla fine riuscirono a incunearsi fra il centro e la destra cristiana, ma furono “prima bloccati dalla squadra cristiana di riserva, e poi attaccati da quella rimasta al largo”, cioè dal corno del Doria.

### Epilogo

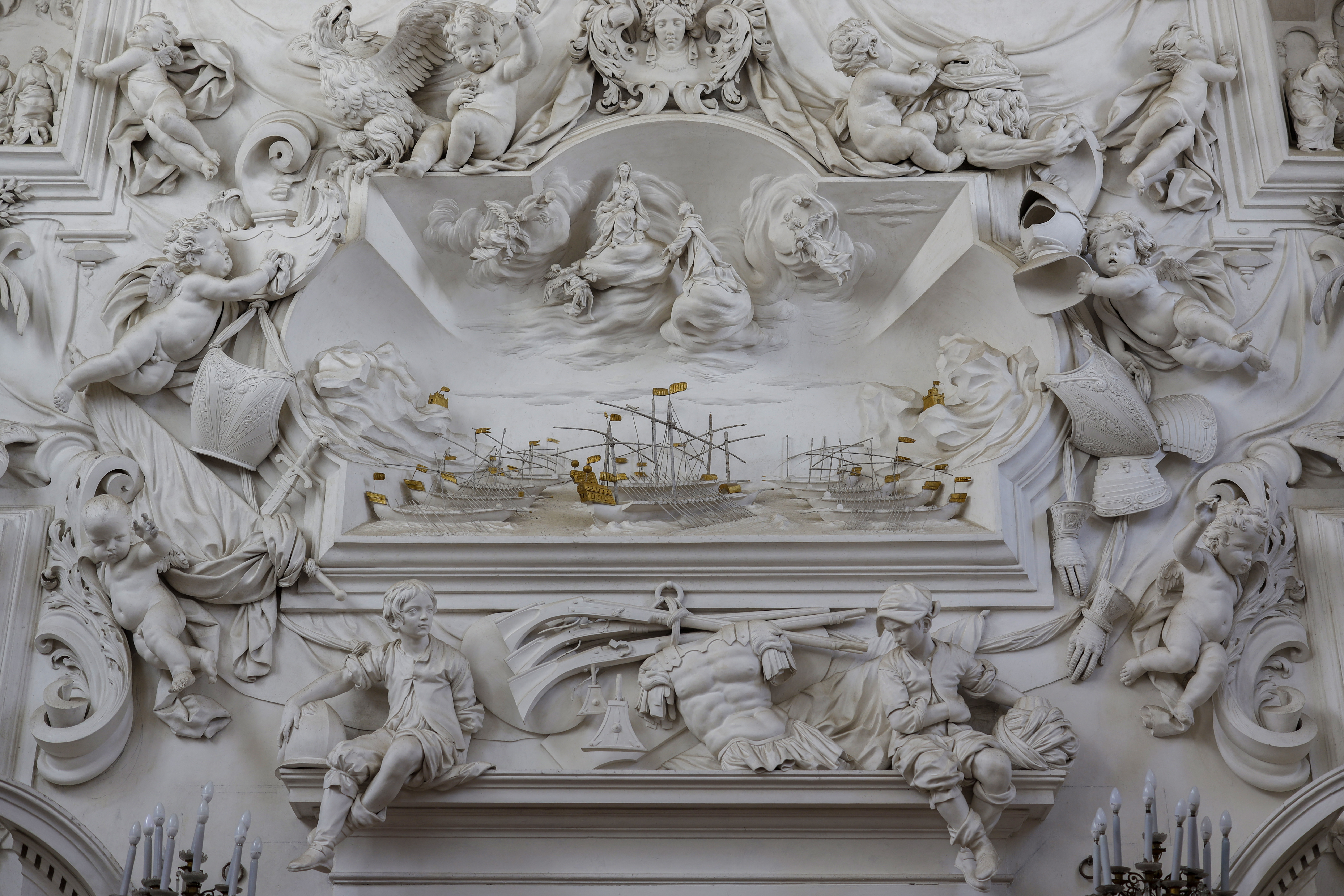
La battaglia di Lepanto riprodotta da Giacomo Serpotta (Oratorio di Santa Cita, Palermo)

Al centro, il comandante in capo ottomano Müezzinzade Alì Pascià, già ferito, cadde combattendo. La nave ammiraglia ottomana fu abbordata dalle galee toscane Capitana e Grifona e, contro il volere di Don Giovanni, il cadavere dell'ammiraglio ottomano Alì Pascià fu decapitato e la sua testa esposta sull'albero maestro dell'ammiraglia spagnola. La visione del condottiero ottomano decapitato contribuì enormemente a demolire il morale dei turchi. Di lì a poco, infatti, alle quattro del pomeriggio, le navi ottomane rimaste abbandonavano il campo, ritirandosi definitivamente. Il teatro della battaglia si presentava come uno spettacolo apocalittico: relitti in fiamme, galee ricoperte di sangue, uomini morti o agonizzanti. Erano trascorse quasi cinque ore e il giorno volgeva ormai al tramonto quando infine la battaglia ebbe termine con la vittoria cristiana.
Don Giovanni d'Austria riorganizzò la flotta per proteggerla dalla tempesta che minacciava la zona e inviò galee in tutte le capitali della lega per annunciare la clamorosa vittoria: i turchi avevano perso 80 galee che erano state affondate, ben 117 vennero catturate, 27 galeotte furono affondate e 13 catturate, inoltre 30 000 uomini persi tra morti e feriti, altri 8 000 prigionieri. Inoltre vennero liberati 15 000 cristiani dalla schiavitù ai banchi dei remi. I cristiani liberati dai remi sbarcarono a Porto Recanati e salirono in processione alla Santa Casa di Loreto dove offrirono le loro catene alla Madonna. Con queste catene furono costruite le cancellate davanti agli altari delle cappelle. Gli Ottomani avevano salvato un terzo (circa 80) delle loro navi e se tatticamente si trattò di una decisiva vittoria cristiana, la dimensione della vittoria strategica è dibattuta: secondo alcuni la sconfitta segnò l'inizio del declino della potenza navale ottomana nel Mediterraneo.
Altri fanno notare che la flotta turca si riprese rapidamente, riuscendo già l'anno successivo a mettere in mare un grosso contingente di navi, grossomodo equivalente a quelle messe in campo dalla Lega. Queste flotte erano però meno armate e addestrate delle precedenti, e dopo Lepanto la flotta turca evitò a lungo di ingaggiare grandi battaglie, dedicandosi invece con successo alla guerra di corsa e al disturbo dei traffici nemici. Anche da parte cristiana si riaffermò una pirateria attiva. Dopo Lepanto gli occidentali ebbero a disposizione migliaia di prigionieri che furono messi ai remi assicurando, per diversi anni, un motore nuovo alle loro galere. La vittoriosa guerra di Candia, alla metà del XVII secolo, mostra che il vigore delle forze turche era ancora temibile nel Mediterraneo orientale. Tuttavia con l'inizio di una lunga serie di guerre con la Persia, che proseguirono nel Caucaso e in Mesopotamia per tutti gli anni a cavallo tra il XVI e il XVII secolo, la flotta della Sublime porta fu messa in parziale disarmo e ridotta. Inoltre la flotta da guerra turca rimase numericamente paragonabile a quella veneziana fino alla fine del XVIII secolo.
I morti di nobiltà cattolica vennero sepolti nella chiesa dell'Annunziata a Corfù (spostati dopo il bombardamento dei tedeschi del 13 settembre 1943 al cimitero cattolico di Corfù) mentre i morti nobili di religione ortodossa (piuttosto Corfioti) furono sepolti nella chiesa di S. Nicola nominata "Dei Vechi" e quelli non nobili in una chiesetta fuori le mura di Corfù denominata fin da allora "Dei martiri". Molti prigionieri ottomani, in particolare gli abilissimi e addestratissimi arcieri e i carpentieri, furono uccisi dai veneziani, sia per vendicare i prigionieri uccisi dai turchi in precedenti occasioni, sia per impedire alla marineria turca di riprendersi rapidamente. Quindi le navi fecero rientro a Napoli. La bandiera della nave ammiraglia turca di Alì Pascià, presa da due navi dei Cavalieri di Santo Stefano, la "Capitana" e la "Grifona", si trova a Pisa, in quella che era la chiesa di quell'ordine.

## Armamenti

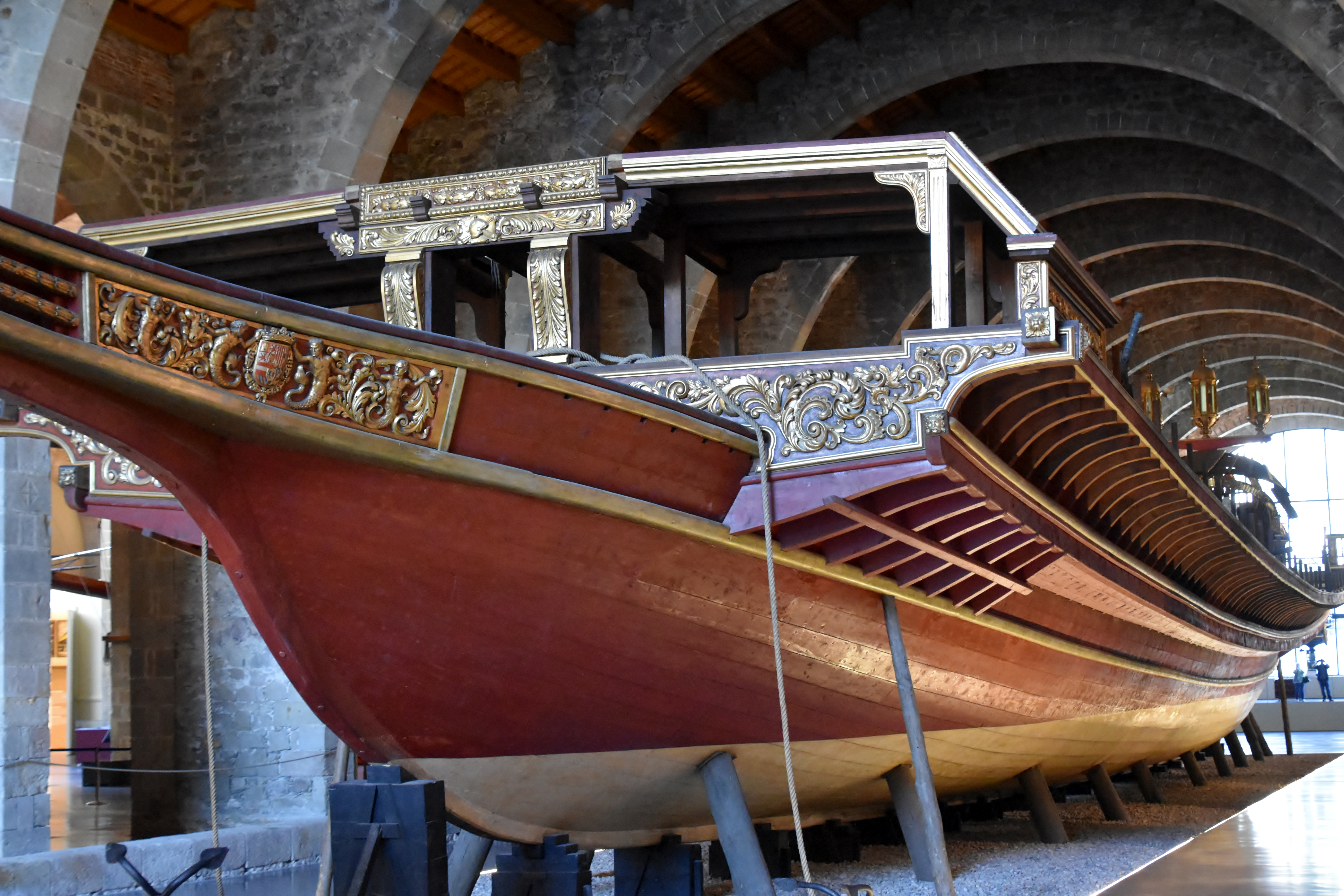
Replica della Real, la galera ammiraglia di Don Giovanni d'Austria.

Lo schieramento cristiano vinse soprattutto grazie alla superiorità dell'equipaggiamento, che compensò la mancanza di esperienza delle truppe imbarcate, decisivo fu anche il vantaggio insito nella collocazione avanzata delle galeazze e l'enorme sproporzione nel numero dei pezzi d'artiglieria. Inoltre la fanteria era dotata di un superiore armamento individuale: i suoi soldati potevano contare sugli archibugi, (come la compagnia di tiratori scelti degli oltre 400 archibugieri di Sardegna), mentre quelli turchi erano ancora armati con archi e dardi, mazze, scudi, spade e giavellotti. La maggior parte dei soldati cristiani indossava corazze, sia del tipo normalmente utilizzato dalla fanteria, sia di modelli (molto diffusi tra i Genovesi) che potevano essere tolte rapidamente se si doveva poi nuotare. I soldati ottomani, e ancor di più quelli barbareschi, preferivano invece indossare armature leggerissime, spesso in cuoio, oppure non indossarle affatto, in modo che se fossero caduti in mare sarebbero stati più liberi nei movimenti.
Il vascello più importante dello schieramento cristiano era la galeazza veneziana. Al contrario della galea comune, questa è sovradimensionata, con ponte a coprire i banchi dei rematori. Parzialmente corazzata e pesantemente armata non solo a prua e a poppa ma anche sulle fiancate. Le linee in realtà possono trarre in inganno chi non le conosce, facendole confondere con vascelli da carico: cosa che tra l'altro capitò ai turchi. Solo sei di queste unità rinforzavano lo schieramento cristiano ma furono devastanti sia per le galere nemiche sia per il morale dei loro equipaggi. Con la galeazza si raggiunse l'apice dell'evoluzione della galea, ma nel contempo essa ne rappresentò anche il canto del cigno. Le galee con la loro propulsione a remi furono gradualmente sostituite da velieri a vela quadra e quindi progressivamente abbandonate.
Le artiglierie pesanti utilizzate all'epoca sui vascelli possedevano un buon rapporto gittata-efficacia fin quasi al chilometro se puntate su schieramenti compatti. Naturalmente quel rapporto peggiorava notevolmente puntando il pezzo su singole galee con ampia libertà di manovra.
Ogni galea del Cinquecento portava comunque un discreto armamento "in caccia". Si trattava di almeno un grosso cannone, posto a prua e generalmente più potente e pesante di quelli utilizzati dai vascelli coevi. Il pezzo era accompagnato da 2-4 pezzi più leggeri, tra cui falconetti a retrocarica utilizzati solo come armi antiuomo. Le galere grosse e le capitane talvolta avevano pezzi girevoli sul "castello" di poppa, detto "carrozza".
L'armamento d'artiglieria delle galere ottomane, e ancor di più di quelle barbaresche, era complessivamente più leggero, poiché i loro capitani facevano grande affidamento sulla velocità, sull'agilità e sulla possibilità di muoversi in acque basse, e quindi non intendevano appesantire i loro scafi. Spesso le loro galere avevano un singolo grosso cannone in caccia (di calibro e potenza superiore a quello delle galere della Lega), e pochissimi pezzi d'accompagnamento. Sia la flotta cristiana sia quella musulmana prediligevano le costose, ma leggere e sicure, artiglierie in bronzo, rari i pezzi in economica (ma pesante e pericolosa) ghisa, per lo più fabbricati a Brescia e nelle Fiandre.
Per quel che riguarda le armi di piccolo calibro, all'importanza della gittata è lecito pensare che si debba sostituire la capacità di penetrazione delle protezioni individuali nemiche, l'abilità nella mira e la velocità di ricarica del soldato. Non bisogna sottovalutare l'arco composito (o arco turchesco appunto) che era l'arma più diffusa tra la fanteria di marina ottomana: esso aveva una gittata e una precisione superiore a quella dell'archibugio, oltre che una superiore velocità di ricarica; si trattava però di un'arma meno letale (moltissimi furono i soldati cristiani feriti, ma non uccisi, e che continuarono a combattere), e non in grado di perforare le pesanti corazze spagnole. Per questo motivo molti giannizzeri erano già stati armati con archibugi e moschetti, di qualità leggermente inferiore però a quelli prodotti in Italia e in Spagna, e con polveri meno efficienti.

## Significato religioso
Come già per la Battaglia di Poitiers e la futura Battaglia di Vienna, la battaglia di Lepanto ebbe un profondo significato religioso. 
Prima della partenza il Pontefice Pio V benedisse lo stendardo della Lega raffigurante su fondo rosso il Crocifisso tra gli apostoli Pietro e Paolo e sormontato dal motto costantiniano In hoc signo vinces, quindi lo consegnò al Duca Marcantonio Colonna di Paliano: tale simbolo, insieme con l'immagine della Madonna e la scritta "S. Maria succurre miseris", issato sulla nave ammiraglia Real, sotto il comando del Principe Don Giovanni d'Austria, sarà l'unico a sventolare in tutto lo schieramento cristiano all'inizio della battaglia quando, alle grida di guerra e ai primi cannoneggiamenti turchi, i combattenti cristiani si uniranno in una preghiera di intercessione a Gesù Cristo e alla Vergine Maria.
Anche se l'annuncio della vittoria giungerà a Roma ventitré giorni dopo, portato da messaggeri del principe Colonna, si narra che il giorno stesso della battaglia Pio V ebbe in visione l'annuncio della vittoria nell'ora di mezzogiorno e che, dopo aver esclamato: "sono le 12, suonate le campane, abbiamo vinto a Lepanto per intercessione della Vergine Santissima", dette congedo agli astanti, tra i quali era presente il cardinale Cesi; da allora continua la tradizione cattolica di sciogliere le campane di tutte le chiese alle 12 in punto. La vittoria fu attribuita all'intercessione della Vergine Maria, tanto che Pio V decise di dedicare il giorno 7 ottobre a Nostra Signora della Vittoria aggiungendo il titolo "Auxilium Christianorum" (Aiuto dei cristiani) alle Litanie Lauretane; successivamente la festa fu trasformata da Gregorio XIII in Nostra Signora del Rosario per celebrare l'anniversario della storica vittoria, ottenuta, si disse, per intercessione dell'augusta Madre del Salvatore, Maria.

## Conseguenze
La battaglia di Lepanto fu la prima grande vittoria di un'armata o flotta cristiana occidentale contro l'Impero ottomano.

La sua importanza fu per lo più psicologica, dato che i turchi erano stati per decenni in piena espansione territoriale e fino ad allora avevano vinto tutte le principali battaglie contro i cristiani d'oriente. La vittoria dell'alleanza cristiana non segnò comunque una vera e propria svolta nel processo di contenimento dell'espansionismo turco. La parabola discendente vissuta dall'impero ottomano nel corso del Seicento riflette semmai una fase di declino che coinvolse all'epoca tutti i Paesi affacciati nel bacino del Mediterraneo in seguito allo spostamento verso le rotte oceaniche dei grandi traffici internazionali.
In realtà più di un secolo dopo Lepanto i turchi erano ancora sotto le mura di Vienna (1683), mentre Venezia dovette combattere altre lunghe guerre con l'Impero ottomano, perdendo infine il controllo su tutte le isole e i porti che possedeva nel mar Egeo, eccettuate le isole Ionie. Inoltre la flotta ottomana riuscì a sconfiggere quella veneziana presso capo Matapan al principio del Settecento; segno che l'impero, pur in relativa decadenza, continuava a essere una delle principali potenze europee.

La scarsa coesione tra i vincitori impedì alle forze alleate di sfruttare appieno la vittoria per ottenere una supremazia duratura sugli Ottomani. Non solo: l'esercito cristiano non riconquistò neppure l'isola di Cipro, che era caduta da appena due mesi in possesso ottomano. Questo a causa del volere di Filippo II, il quale non voleva che i Veneziani acquisissero troppi vantaggi dalla vittoria, visto che essi erano i più strenui rivali del progetto politico spagnolo di dominio della penisola italiana.
Nel 1573 la Serenissima fu quindi costretta a firmare un trattato di pace a condizioni poco favorevoli. Il Gran Visir Sokollu, in quell'occasione, disse ai Veneziani che avrebbero potuto fidarsi più degli ottomani che degli altri Stati europei, se solo avessero ceduto al volere del Sultano. Dal canto suo, l'Impero Ottomano, nella persona del sultano, esprimeva all'ambasciatore veneziano a Costantinopoli (presumibilmente un anno dopo Lepanto), le sensazioni della Porta sulla sconfitta: Gli infedeli hanno bruciacchiato la mia barba; crescerà nuovamente.
Poco dopo Lepanto, la Porta cominciò effettivamente un'opera di ricostruzione della flotta che si concluse l'anno successivo. A seguito di questo riarmo la marina turca riacquistò la superiorità numerica nei confronti delle potenze cristiane, ma non riuscì a conquistare una sostanziale supremazia nel Mediterraneo, soprattutto nella sua metà occidentale. Le nuove navi turche infatti erano state costruite troppo in fretta, tanto che l'ambasciatore veneziano disse che bastavano 70 galee ben armate e ben equipaggiate per distruggere quella flotta costruita con legname marcio e cannoni mal fusi.
La battaglia di Lepanto ebbe anche importanti conseguenze all'interno del mondo musulmano, gli Hafsidi e le varie Reggenze barbaresche governavano il Maghreb in nome del Sultano ottomano e sotto il suo protettorato, soprattutto perché costretti dalla sua potente flotta e desiderosi di ottenere protezione contro la Spagna. Dopo questa battaglia fu chiaro che la flotta turca non era invincibile, mentre la Spagna, pur vittoriosa, era troppo impegnata a reprimere la rivolta dei Paesi Bassi spagnoli, e quindi le Reggenze barbaresche "rialzarono la testa", guadagnando spazi d'autonomia, o dedicandosi nuovamente alla guerra di corsa, anche contro gli interessi del Sultano.

## Protagonisti
Parteciparono alla battaglia anche Davide Imperiale, che sacrificò una propria galea per la salvezza di quella pontificia, Ascanio della Corgna, Ludovico II Lodron, Pietro Lomellini, Antonio Canal e Giorgio Grimaldi.
Dell'eroico sacrificio del sopracomito Girolamo Bisanti di Cattaro per chiudere la falla aperta dalla manovra di allontanamento del Doria, e del suo equipaggio in massima parte croato e cattarino, interamente sterminato, fino alla metà del XIX secolo oggetto di retorica patriottica, ormai si è invece quasi persa memoria. Molti altri personaggi appartenenti alle più prestigiose famiglie nobili dell'epoca persero la vita.
Partecipò alla battaglia anche lo scrittore spagnolo Miguel de Cervantes, che fu ferito e perse la mano sinistra; al ritorno dalla spedizione navale fu ricoverato a Messina, presso il Grande Ospedale dello Stretto. Si dice che durante la degenza cominciò a scrivere il suo più celebre romanzo, Don Chisciotte della Mancia.

## Rappresentazioni artistiche e cimeli della battaglia

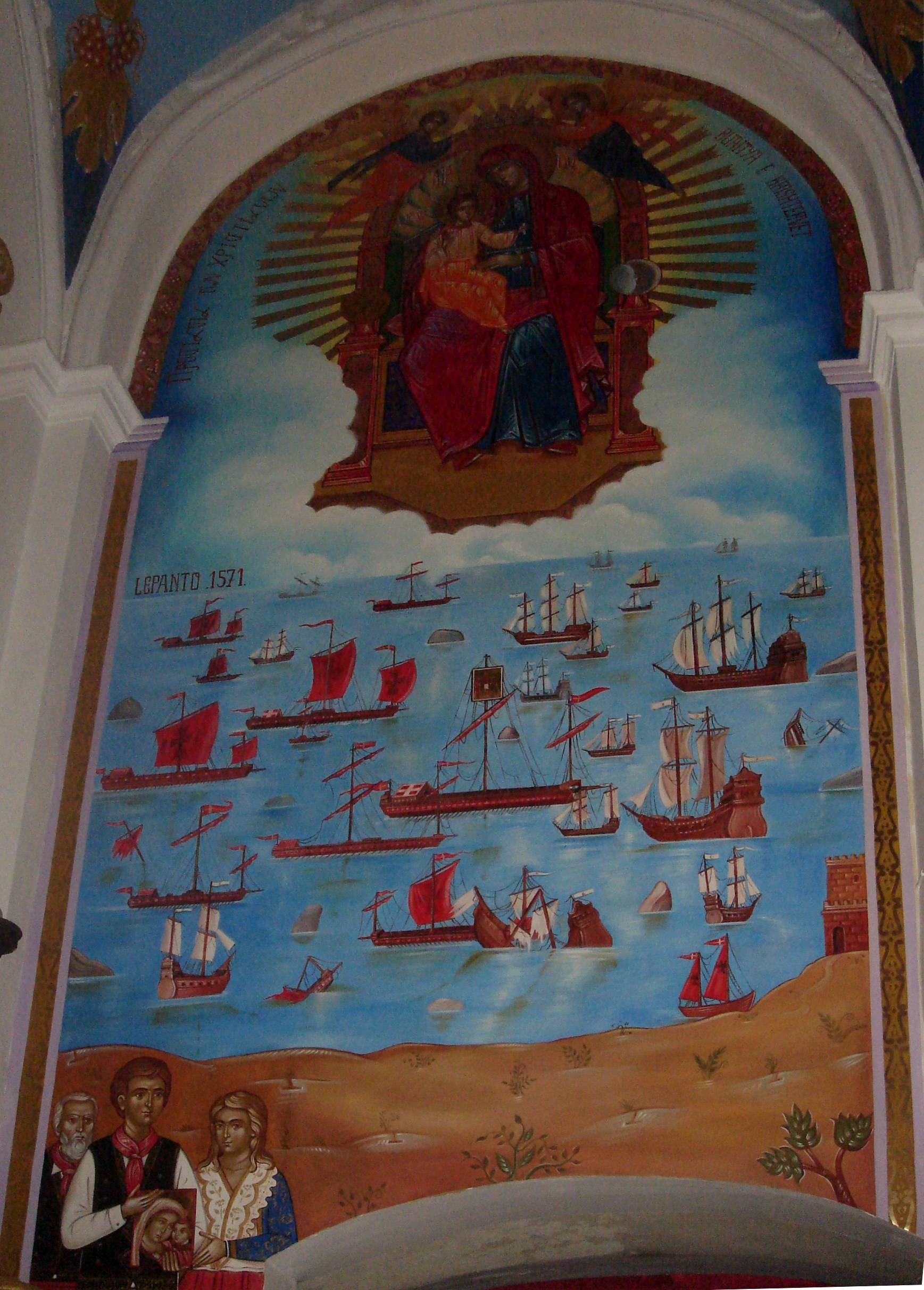
La battaglia di Lepanto a Civita

Numerosissime furono le rappresentazioni artistiche realizzate negli anni immediatamente successivi alla battaglia di Lepanto per celebrare la vittoria delle truppe cristiane. Le prime iconografie vennero elaborate a Venezia e a Roma, ma ovunque in Italia e in Europa sono le raffigurazioni, spesso per iniziativa e ringraziamento religioso dei singoli reduci.
A Venezia l'episodio fu dipinto da Andrea Vicentino nel Palazzo Ducale a Venezia, sulle pareti della Sala dello Scrutinio; la sua opera sostituiva la Vittoria di Lepanto di Tintoretto, distrutta da un incendio nel 1577.
Sempre a Venezia, nelle Gallerie dell'Accademia è esposto il dipinto di Paolo Veronese Allegoria della battaglia di Lepanto.
A Roma, Pio V commissionò numerosissime rappresentazioni della vittoria, tra cui quella affrescata dal Vasari nella Sala Regia dei Musei Vaticani, da cui derivano numerose altre rappresentazioni (ad esempio gli affreschi di palazzo Spada a Terni). Sempre a Roma, a palazzo Colonna, varie rappresentazioni, spesso in chiave allegorica, ricordano la vittoria di Lepanto di Marcantonio Colonna, i prigionieri turchi e il trionfo del condottiero.

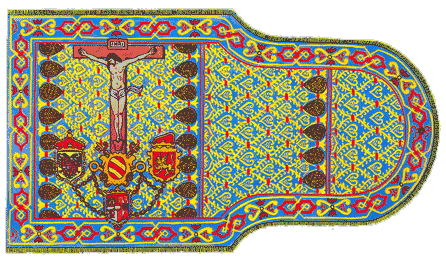
Stendardo della Lega Santa

Nel 1632 per volontà del duca Filippo Colonna fu realizzata a Marino (Rm) la fontana cosiddetta "dei quattro Mori". Per ricordare il suo avo Marcantonio Colonna, ammiraglio della flotta pontificia in occasione della battaglia di Lepanto del 1571. Progettata dall'architetto Sergio Ventura. Idea modificata dal duca Filippo che allo scultore Pompeo Castiglia ordinò d'inserire una "colonna" in marmo cui erano incatenati quattro schiavi "mori" in peperino. La fontana così modificata fu realizzata dal Castiglia e dallo scalpellino Pietro Taccia. La fontana danneggiata dai bombardamenti del 2 febbraio 1944 fu ricostruita dallo scultore Renato Marino Mazzacurati e dagli scalpellini Franco Morando e Sandro De Nicola.
A Siena l'ufficio della Biccherna fece rappresentare la battaglia in una tavoletta dipinta, di autore ignoto, commissionata dagli ufficiali in carica nel 1568-1569 (al tempo del camarlengo Niccolò di Cornelio Borghesi), ma realizzata evidentemente qualche anno più tardi. La tavola dipinta è oggi esposta nel Museo delle Biccherne all'interno dell'Archivio di Stato di Siena.
A Pavia nella cappella del collegio Ghislieri è conservata un'opera di Lazzaro Baldi dal titolo La visione di San Pio V, dipinta nel 1673.
Interessanti, per il controverso ruolo svolto nella battaglia da Gianandrea Doria, i sei arazzi di Bruxelles commissionati dallo stesso ammiraglio genovese e ora esposti nella Sala del Naufragio del palazzo del Principe a Genova; un'avvertenza per la corretta interpretazione di queste preziose tessiture: i disegni delle varie fasi della battaglia, realizzati da Lazzaro Calvi e Luca Cambiaso, furono riprodotti dagli artigiani belgi in modo speculare rendendo così ancor più problematica la comprensione dell'evento.
Tra il 1686 e il 1718 Giacomo Serpotta decorò con stucchi l'oratorio del Rosario di Santa Cita a Palermo: uno di questi stucchi, realizzato sulla controfacciata interna, rappresenta la Battaglia di Lepanto ed è una delle opere più mirabili di questo artista.
Nella chiesa Santa Maria Assunta a Civita si trova un dipinto bizantino dall'iconografo albanese Iosif Droboniku che rappresenta la battaglia di Lepanto.
Nell'antica chiesa parrocchiale di Tollegno (Biella), dedicata a san Germano d'Auxerre, sulla parete della navata destra è presente un affresco seicentesco raffigurante la battaglia di Lepanto sotto forma di allegoria. Attribuito al pittore andornese Pietro Lace (o alla sua bottega), rappresenta un unicum; in passato, una sua lettura superficiale lo fece confondere con una raffigurazione del Giudizio Universale, vista la disposizione su piani differenti dei soggetti, la complessità della scena dipinta e il numero di personaggi.
Nella chiesa di San Lorenzo di Portovenere è custodita la polena che decorava la galea con cui il piccolo borgo prese parte alla battaglia: è una scultura in legno dorato che rappresenta la Vergine con il Bambino.

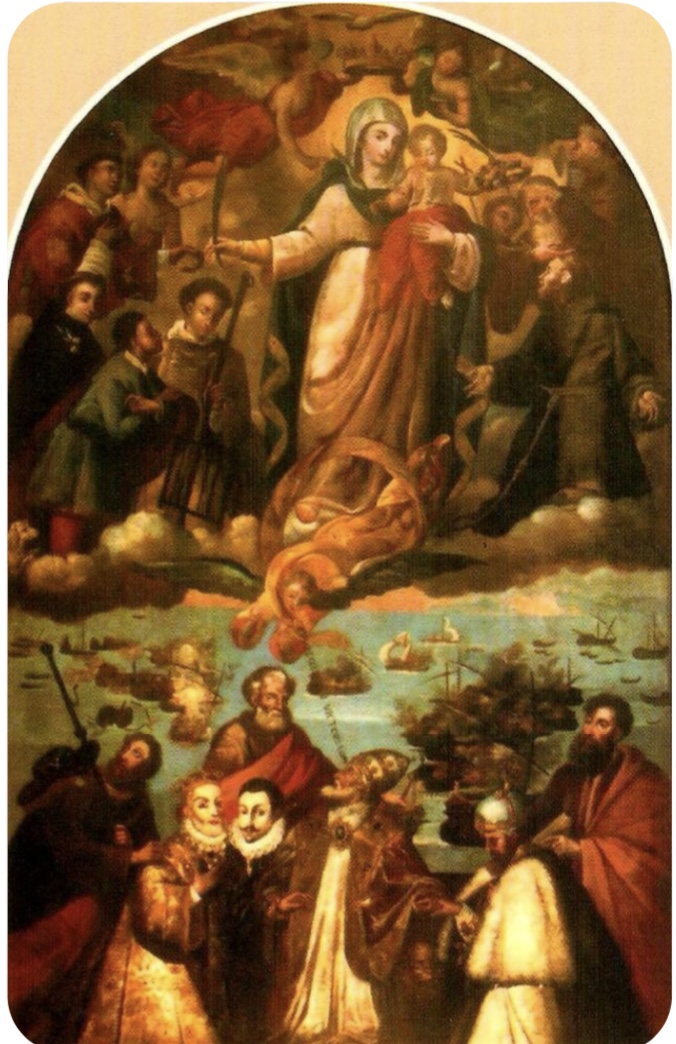
San Vito dei Normanni, chiesa di Santa Maria della Vittoria, tela del XVI secolo che celebra Battaglia di Lepanto.

Nella città pugliese di San Vito dei Normanni, un gruppo di sanvitesi tornati incolumi dalla storica battaglia, legarono la storia della Chiesa Madre a ciò che era avvenuto a Lepanto. Il loro ritorno diede infatti una spinta propulsiva alla costruzione della nuova chiesa che stava sorgendo e che, all’epoca, era ferma poco sopra le fondamenta. Nel 1595, terminata l’attuale parte absidale ed il transetto, il nuovo Tempio fu aperto al culto. Nel primo ventennio del 1600 la chiesa fu completata e intitolata a Santa Maria della Vittoria, in ricordo dell’evento di Lepanto. All’interno è conservata fra le più antiche tele della chiesa, la tela della Battaglia di Lepanto del XVI secolo. Raffigura su due livelli la Vergine Maria e i Santi ed i personaggi storici della battaglia. La tela va letta dall’alto verso il basso: in alto, al di sopra anche della Vergine, è raffigurato lo Spirito Santo a richiamare la presenza divina. Sulle nuvole che si stagliano sul tramonto si dispongono la Vergine, incoronata da due angeli, e nove Santi, quasi a riprendere il modello quattrocentesco delle Sacre Conversazioni. Maria ed il Bambino hanno in mano le palme, emblema di vittoria. Il Bambino ha in mano anche una corona di rose, quasi a dire di aver esaudito le preghiere innalzate attraverso la corona del Rosario in occasione della Battaglia di Lepanto. A destra di Maria sono raffigurati San Vito, San Lorenzo, Sant'Antonio da Padova e Santo Stefano con i simboli identificativi; a destra della Madonna sono raffigurati San Francesco e altri santi francescani. Al livello inferiore sono raffigurati il Pio V (Pontefice dell'epoca), Marco Antonio Colonna (Capitano Generale della flotta pontificia e viceré di Sicilia), Filippo II (re di Spagna) e il Doge di Venezia; alle loro spalle i propri Protettori (rispettivamente San Pietro, San Giacomo di Compostela e San Marco). Come un legame che congiunge la terra al cielo c’è una frase pronunciata per bocca di un angelo che rende stupefatto il Pontefice: “Caelitus victoria - dal cielo la vittoria” (è evidente come la frase pronunciata sia rivolta esclusivamente al Papa, l’unico che volge lo sguardo al cielo).
A Spelonga di Arquata del Tronto nella chiesa intitolata a Sant'Agata si trova una bandiera da combattimento che reca uno stemma musulmano, strappata dagli Spelongani a una nave turca nel 1571 in occasione della Battaglia di Lepanto. Questo trofeo di guerra è conservato in una teca di vetro incorniciata, posta a sinistra dell'altare maggiore.
A Vicenza la Loggia del Capitaniato presenta statue e scene scolpite che ricordano questa vittoria. Inoltre in questa città veneta, nella Chiesa di Santa Corona, si trova la Cappella del Rosario, fatta come ringraziamento per la vittoria di Lepanto.
Sempre a Vicenza, il presbiterio della piccola chiesa dei Santi Filippo e Giacomo venne abbellito nel 1627 con la realizzazione di un paramento architettonico dietro l'altare maggiore, che i fratelli Parmenione (1565-1638) e Conte (1570-1650) Trissino dedicarono al padre Giacomo, comandante della galea L'Uomo marino.

## La battaglia nella cultura di massa
- Nel 1911 Chesterton pubblicò Lepanto, un poemetto sulla battaglia che riscosse grande successo e fu lodato da Jorge Luis Borges.
- A Galzignano Terme (Padova), annualmente si svolgeva una sfilata in costumi d'epoca che rievocava la vittoria nella battaglia da parte della Repubblica di Venezia.
- Il rapper italiano Murubutu ha scritto una canzone che narra del conflitto intitolata La battaglia di Lepanto (1571) contenuta nell'album Gli ammutinati del Bouncin' ovvero mirabolanti avventure di uomini e mari.